# Fried Áron
Fried Áron (Hajdúböszörmény, 1812 – Hajdúböszörmény, 1891. június 25.) mezőcsáti, majd hajdúböszörményi rabbi, teológiai író.

## Élete
A gyermek Áron a helyi héder (alapfokú zsidó vallási iskola) után az abaújszántói jesivába (talmudi iskola, illetve akadémia) került, ahol a világhírű Semen Rokéáh szerzőjénél, Löw Elázár (1758–1837) rabbi mellett tanult. A falusi jesivából, mint a korban általában, Áron is a pozsonyi jesivába került, ahol a nagy Hátám Szófer (Schreiber Móse, 1762–1839) egyik kedvenc tanítványa lett. Kiemelkedő Tóra-tudása miatt, még a mestere fiát és utódját, a későbbi Ktáv Szófer (Schreiber Ávrahám Binjámin Smuél, 1815–1871) szerzőjét is oktatta, hauzer bócherje volt.
Hajdúböszörmény rabbijaként tevékenykedett. Tanítványa volt Szófer Mózes pozsonyi főrabbinak, valamint a Semen Rokeach szerzőjének, Lőw Elázárnak(németül), akinek veje lett. 1833-1837 közt Mezőcsáton, majd szülővárosában működött. Több halachikus és aggadikus munkát írt, melyeket halála után fia, Fried Eleazár rendezett sajtó alá Omer Lecijón és Zekán Áharon címen. Tüdőgyulladás következtében hunyt el 1891-ben. Neje Lévi Júlia volt.